# BC Ardhmeria Basket
El BC Ardhmeria Basket es un club de baloncesto profesional de la ciudad de Tirana, que milita en la D3, la tercera categoría del baloncesto albanés. Disputa sus partidos en el Asllan Rusi Sports Palace, con capacidad para 3000 espectadores.

## Posiciones en liga
| - 2016 - 1º-(Liga e pare) - 2017 - 5º - 2018 - D3 |

## Palmarés
- Campeón de la Liga e pare

2016

## Jugadores destacados
| - Fatjon Lafiti |